# Máximo Banguera
Máximo Orlando Banguera Valdivieso, mais conhecido como Máximo Banguera, ou simplesmente Banguera (Guaiaquil, 16 de dezembro de 1985), é um ex-futebolista equatoriano que atuava como goleiro.

## Carreira
Máximo Banguera fez parte do elenco da Seleção Equatoriana de Futebol da Copa América de 2016.